# Episodi di NCIS - Unità anticrimine (quattordicesima stagione)
La quattordicesima stagione della serie televisiva NCIS - Unità anticrimine è stata trasmessa in prima visione assoluta negli Stati Uniti d'America da CBS dal 20 settembre 2016 al 16 maggio 2017.
In Italia è andata in onda su Rai 2 dal 12 febbraio al 12 novembre 2017.
| nº | Titolo originale        | Titolo italiano                  | Prima TV USA      | Prima TV Italia   |
| -- | ----------------------- | -------------------------------- | ----------------- | ----------------- |
| 1  | Rogue                   | Malvivente                       | 20 settembre 2016 | 12 febbraio 2017  |
| 2  | Being Bad               | Essere cattivo                   | 27 settembre 2016 | 15 febbraio 2017  |
| 3  | Privileged Information  | Segreto professionale            | 4 ottobre 2016    | 15 febbraio 2017  |
| 4  | Love Boat               | Doni di fidanzamento             | 11 ottobre 2016   | 19 febbraio 2017  |
| 5  | Philly                  | Filadelfia                       | 18 ottobre 2016   | 26 febbraio 2017  |
| 6  | Shell Game              | Il gioco delle tre carte         | 25 ottobre 2016   | 5 marzo 2017      |
| 7  | Home of the Brave       | La patria dei coraggiosi         | 15 novembre 2016  | 12 marzo 2017     |
| 8  | Enemy Combatant         | Legami di famiglia               | 22 novembre 2016  | 19 marzo 2017     |
| 9  | Pay to Play             | Pagare per giocare               | 6 dicembre 2016   | 26 marzo 2017     |
| 10 | The Tie That Binds      | Rapporto confidenziale           | 13 dicembre 2016  | 2 aprile 2017     |
| 11 | Willoughby              | Le cose buone                    | 3 gennaio 2017    | 9 aprile 2017     |
| 12 | Off the Grid            | Il mio nome è Leland Spears      | 17 gennaio 2017   | 2 maggio 2017     |
| 13 | Keep Going              | A testa alta                     | 24 gennaio 2017   | 21 maggio 2017    |
| 14 | Nonstop                 | Senza scalo                      | 7 febbraio 2017   | 28 maggio 2017    |
| 15 | Pandora's Box (Part 1)  | Il vaso di Pandora (prima parte) | 14 febbraio 2017  | 10 settembre 2017 |
| 16 | A Many Splendored Thing | La scelta di Sophie              | 21 febbraio 2017  | 17 settembre 2017 |
| 17 | What Lies Above         | Cosa c'è sotto?                  | 7 marzo 2017      | 24 settembre 2017 |
| 18 | M.I.A.                  | Uomo in mare                     | 14 marzo 2017     | 1º ottobre 2017   |
| 19 | The Wall                | Il muro                          | 28 marzo 2017     | 8 ottobre 2017    |
| 20 | A Bowl of Cherries      | Elliot                           | 4 aprile 2017     | 15 ottobre 2017   |
| 21 | One Book, Two Covers    | Un conto aperto                  | 18 aprile 2017    | 22 ottobre 2017   |
| 22 | Beastmaster             | Carne e ossa                     | 2 maggio 2017     | 29 ottobre 2017   |
| 23 | Something Blue          | Qualcosa di blu                  | 9 maggio 2017     | 5 novembre 2017   |
| 24 | Rendezvous              | Rendezvous                       | 16 maggio 2017    | 12 novembre 2017  |

## Malvivente
- Titolo originale: Rogue
- Diretto da: Tony Wharmby
- Scritto da: Gary Glasberg e Jennifer Corbett

### Trama
Dopo la partenza di Tony DiNozzo, Gibbs è alla ricerca di un nuovo agente per sostituirlo, ma respinge continuamente le reclute che vengono inviate in prova, per i motivi più assurdi. Questo porta l'agente Alexandra Quinn, che addestra tutti gli agenti NCIS, a recarsi personalmente a Washington per capire quale sia l'agente più adatto per entrare nel team. 
Nel frattempo, il cognato dell'agente Nicholas Torres, un agente infiltrato in una pericolosa organizzazione criminale e scomparso tempo dopo, viene assassinato. Il team riesce a rintracciare Torres e cerca di capire se sia rimasto fedele o meno all'agenzia. Gibbs e Vance decidono di fidarsi di lui e collaborando riescono ad arrestare i membri della famiglia Silva, in cui Torres si era infiltrato negli ultimi mesi. 
Al termine della missione, l'agente Quinn individua in Torres il perfetto sostituto di Tony. Il giovane agente, benché non abbia mai lavorato in un team, accetta la proposta di Gibbs. Jethro propone anche ad Alex Quinn di entrare nella squadra e quest'ultima accetta.
La squadra è nuovamente al completo, pronta a risolvere nuovi casi.
- Ascolti Italia: telespettatori 1 831 000 – share 6,40%[2]

## Essere cattivo
- Titolo originale: Being Bad
- Diretto da: James Whitmore, Jr
- Scritto da: Steven D. Binder

### Trama
La rinnovata squadra di Gibbs indaga sul figlio di un Marine che è rimasto avvelenato in circostanze misteriose.
- Ascolti Italia: telespettatori 1 724 000 – share 6,34%[3]

## Segreto professionale
- Titolo originale: Privileged Information
- Diretto da: Edward Ornelas
- Scritto da: George Schenk e Frank Cardea

### Trama
Mentre la squadra investiga su un sergente che è precipitato da un edificio, la dottoressa Grace Confalone, psicologa di Gibbs, gli confida che dovrebbe trattare il caso come fosse un omicidio e non un suicidio, poiché la donna morta era una sua paziente e non pensa che possa essersi buttata giù di proposito. Intanto, Torres è in cerca di un posto dove abitare.
- Ascolti Italia: telespettatori 1 668 000 – share 6,68%[3]

## Doni di fidanzamento
- Titolo originale: Love Boat
- Diretto da: Terrence O'Hara
- Scritto da: Christopher J. Waild

### Trama
Quando il corpo di un tenente viene ritrovato a bordo di una portaerei durante una tiger cruise, in cui viene data a degli ospiti civili la possibilità di trascorrere una notte sulla nave, Gibbs, Quinn e Palmer vi si recano per indagare riguardo alle circostanze dietro la morte del marine.
Nel frattempo, McGee pensa alla proposta perfetta per chiedere a Delilah di sposarlo.
- Ascolti Italia: telespettatori 1 826 000 – share 6,50%[4]

## Filadelfia
- Titolo originale: Philly
- Diretto da: Allan Arkush
- Scritto da: Scott Williams

### Trama
Quando un marine viene ucciso, le indagini della squadra si spostano a Filadelfia, dove Quinn e Bishop sono inviate da Gibbs, per aiutare l'agente Clayton Reeves a ritrovare un collega dell'MI6, scomparso in circostanze misteriose mentre indagava su alcuni trafficanti di armi. 
Nel frattempo, Alex rievoca un doloroso episodio del suo passato, che dodici anni prima le fece abbandonare il ruolo di agente sul campo.
- Ascolti Italia: telespettatori 1 718 000 – share 6,16%[5]

## Il gioco delle tre carte
- Titolo originale: Shell Game
- Diretto da: Thomas J. Wright
- Scritto da: Brendan Fehily

### Trama
La squadra indaga sul rapimento di una giovane marine che per fuggire ha ucciso l'uomo che la teneva in ostaggio. Il caso porterà Gibbs e i suoi ragazzi ad indagare sul marito della ragazza, misteriosamente scomparso e legato ad un giro di società fantasma di cui era il prestanome.
- Ascolti Italia: telespettatori 1 738 000 – share 6,18%[6]

## La patria dei coraggiosi
- Titolo originale: Home of the Brave
- Diretto da: Alrick Riley
- Scritto da: Gina Lucita Monreal

### Trama
La squadra si trova a dover risolvere l'omicidio di un marine all'interno di un negozio di liquori. Con gli sviluppi del caso un altro marine rischia di essere rimpatriato in Messico benché non sia collegato al caso. Nel frattempo McGee, Abby, Bishop e Torres si contendono l'appartamento di Tony, che DiNozzo Senior in persona è venuto ad affittare. Benché Torres si aggiudichi l'appartamento decide poi di lasciarlo a Tim, permettendogli di vivere in una casa nuova con la futura moglie.
- Ascolti Italia: telespettatori 2 160 000 – share 8,13%[7]

## Legami di famiglia
- Titolo originale: Enemy Combatant
- Diretto da: Tony Wharmby
- Scritto da: Jennifer Corbett

### Trama
Il team indaga sull'omicidio di un cappellano della marina che è stato ucciso poiché stava tentando di aiutare un prigioniero accusato di essere un terrorista ma in realtà innocente. Nel frattempo Bishop, in occasione del Ringraziamento, riceve la visita dei suoi tre fratelli. Gli stessi insistono per sapere chi sia il suo attuale compagno. Appreso che si tratta di un collega di Ellie, i tre fratelli si scatenano in indagini. Alla fine si scoprirà che si tratta di Qasim Naasir, il giovane interprete che, tempo addietro lei e Gibbs avevano riportato in USA dall'Afghanistan.
- Ascolti Italia: telespettatori 1 969 000 – share 7,57%[9]

## Pagare per giocare
- Titolo originale: Pay to Play
- Diretto da: Arvin Brown
- Scritto da: Cindi Hemingway

### Trama
Reeves viene trasferito a Washington in pianta stabile poiché ha accettato di compiere una missione molto pericolosa denominata Willoughby. Nel frattempo il team indaga sulle minacce ricevute da una deputata del Congresso che si trasforma poi in omicidio del suo assistente.
- Ascolti Italia: telespettatori 2 098 000 – share 7,85%[10]

## Rapporto confidenziale
- Titolo originale: The Tie That Binds
- Diretto da: Arvin Brown
- Scritto da: Steven D. Binder

### Trama
La squadra indaga sull'omicidio di un marine che sembrava stesse cercando la madre di Ducky, deceduta quasi sei anni prima. Durante il caso il dottor Mallard dovrà affrontare una ferita del passato ancora aperta.
- Ascolti Italia: telespettatori 1 962 000 – share 7,04%[11]

## Le cose buone
- Titolo originale: Willoughby
- Diretto da: Tony Wharmby
- Scritto da: Gina Lucita Monreal

### Trama
L'operazione Willoughby, che coinvolge diverse agenzie di Intelligence fra cui NCIS e MI6, per catturare Kai Chen, un pericoloso terrorista cinese in affari con la Triade, ha inizio. Reeves finge di essere uno dei suoi piloti ma la sua copertura salta e il jet che avrebbe dovuto pilotare esplode. L'agente tuttavia si salva e il team inizia ad indagare. In seguito, si scopre che una talpa all'interno della task force formata appositamente per la cattura di Chen, teneva informato il criminale da mesi. Qasim, fidanzato di Ellie e agente del NSA che collabora nelle indagini, viene gravemente ferito da Edward Jintao, l'uomo più fidato del terrorista cinese, così da impedirgli di tradurre una conversazione in cui probabilmente sono contenuti dettagli riguardanti il prossimo attentato che, secondo la confessione della talpa, sarà a New York. Torres e Quinn catturano Jintao che però si suicida, mentre il suo capo resta a piede libero. Qasim viene ricoverato d'urgenza ma per lui non c'è più nulla da fare, dal momento che il suo cervello è rimasto troppo tempo senza ossigeno. Ellie lo assiste nei suoi ultimi attimi di vita, e, mentre lo tiene per mano, su consiglio di Reeves, pensa a tutte le cose buone che li hanno uniti.
- Ascolti Italia: telespettatori 1 826 000 – share 7,08%[12]

## Il mio nome è Leland Spears
- Titolo originale: Off the Grid
- Diretto da: Rocky Carroll
- Scritto da: George Schenck e Frank Cardea

### Trama
Mentre sta facendo colazione al solito bar, Gibbs vede un uomo passare sulla strada. Si tratta di un individuo coinvolto in un vecchio caso irrisolto, relativo alla sparizione di alcune barre di uranio impoverito. Gibbs in un batter d’occhio riprende l’identità di una sua vecchia copertura, lo zoppo Leland Spears, ed avvicina l’uomo. La squadra inizialmente teme che Gibbs sia nei guai, poi, compresa la situazione, si mobilita per dargli tutto l’appoggio necessario a chiudere definitivamente il caso.
- Ascolti Italia: telespettatori 1 340 000 – share 4,97%[13]

## A testa alta
- Titolo originale: Keep Going
- Diretto da: Terrence O'Hara
- Scritto da: Scott Williams

### Trama
L’indagine è legata alla morte di un capitano di Marina travolto da un’auto pirata sotto gli occhi del figlio adolescente. Palmer si accorge che il ragazzo è in piedi su un cornicione e minaccia di buttarsi. L’assistente del dottor Mallard, senza esitare, sale sul cornicione e, nella speranza di farlo desistere dai suoi intenti, comincia a raccontargli della sua vita, del suo lavoro, dei suoi amici.
- Ascolti Italia: telespettatori 1 362 000 – share 5,55%[14]

## Senza scalo
- Titolo originale: Nonstop
- Diretto da: Mark Horowitz
- Scritto da: Brendan Fehily

### Trama
La morte di una giovane ufficiale di Marina porta il team di Gibbs a scartare uno ad uno i presunti sospetti, finché le indagini si indirizzano sul marito della stessa che, con un abile stratagemma è riuscito a crearsi un alibi praticamente perfetto. Durante l’indagine, il team collabora nuovamente con il club di appassionati di investigazione noti come “Gli Sherlocks” ai quali si è aggiunto anche Anthony DiNozzo Senior.
- Ascolti Italia: telespettatori 1 512 000 – share 6,61%[15]

## Il vaso di Pandora (prima parte)
- Titolo originale: Pandora's Box (Part I)
- Diretto da: Alrick Riley
- Scritto da: Christopher J. Waild

### Trama
Abby viene incaricata di collaborare con un team della Sicurezza Nazionale per ideare il miglior piano terroristico per un attacco con gas sarin in un palazzetto dello sport ove si terrà un concerto (con lo scopo di fermare un attacco di cui si teme la messa in opera). Ma il piano ideato da Abby si rivela il vero attentato, e la giovane analista forense viene arrestata. Gibbs e compagni dovranno trovare il vero ideatore del piano e scagionare l’amica. Sul finale si scopre che, dal data base della Sicurezza Nazionale è stato sottratto un elenco di tutti i piani terroristici, ideati a tavolino, per testare la capacità di reazione della sicurezza statunitense. L’hacker responsabile pare abbia agito da New Orleans. Il direttore Vance chiama in causa Dwayne Cassius Pride ed il suo team.
- Nota. La storia si conclude nell'episodio Il vaso di Pandora (seconda parte) della serie NCIS: New Orleans.

- Ascolti Italia: telespettatori 1 721 000 – share 7,33%[16]

## La scelta di Sophie
- Titolo originale: A Many Splendored Thing
- Diretto da: Michael Zinberg
- Scritto da: Steven D. Binder e David J. North

### Trama
Kai Chen, il pericoloso terrorista cinese, è di nuovo in città, ed il team cerca in tutti i modi di catturarlo per chiudere, definitivamente, il caso. Bishop, nonostante sia stata esplicitamente esclusa dalle indagini, per il rapporto che la legava a Qasim, una delle vittime di Kai Chen, continua ad indagare per conto proprio, scontrandosi con Gibbs. Alla fine Bishop riesce a restare faccia a faccia col terrorista, e lo pone di fronte ad una scelta a senso unico.
- Ascolti Italia: telespettatori 1 908 000 – share 8,06%[17]

## Cosa c'è sotto?
- Titolo originale: What Lies Above
- Diretto da: Leslie Libman
- Scritto da: Scott Williams

### Trama
McGee rientra a casa (l'appartamento appartenuto in passato a Tony DiNozzo) e sorprende due ladri. Ne nasce un conflitto a fuoco ed uno dei due malviventi rimane ucciso. I due stavano distruggendo tutti gli arredi e le pareti delle stanze. Quando il team indaga per capire cosa stessero cercando i ladri, viene a galla un inquietante segreto, legato al passato della casa ed ai suoi precedenti inquilini.
- Ascolti Italia: telespettatori 1 555 000 – share 6,19%[18]

## Uomo in mare
- Titolo originale: M.I.A.
- Diretto da: Thomas J. Wright
- Scritto da: Jennifer Corbett

### Trama
Durante un cambio di turno su una nave della Marina, un sottufficiale non si presenta al suo posto. Dopo le dovute ricerche, l’equipaggio conclude che lo stesso è caduto fuoribordo. Il caso passa nelle mani del team di Gibbs. Jethro viene contattato dalla figlia di un ammiraglio suo amico, che si trova in ospedale per un male incurabile. La stessa, che è un ufficiale di Marina e che conosce il sottufficiale scomparso, ritiene che non si tratti di una disgrazia, ma di un omicidio.
- Ascolti Italia: telespettatori 1 611 000 – share 6,15%[19]

## Il muro
- Titolo originale: The Wall
- Diretto da: Bethany Rooney
- Scritto da: Gina Lucita Monreal

### Trama
Durante la visita di un gruppo di reduci al muro dei caduti della guerra del Vietnam, un giovane sottufficiale accompagnatore stramazza a terra, colpito da una freccetta intinta in una potentissima tossina. Gibbs e soci indagano sulla morte del soldato, con la riluttante collaborazione di un anziano ex-sergente, che darà del filo da torcere a Reeves. McGee e Bishop, intanto, cercano di capire se c’è un fondo di verità in una voce che circola, secondo la quale Quinn e Torres avrebbero avuto una relazione ai tempi in cui lui era allievo, e lei istruttrice, all'accademia dell’NCIS.
- Guest star: Bruce McGill (Henry Rogers)
- Ascolti Italia: telespettatori 1 877 000 – share 7,34%[20]

## Elliot
- Titolo originale: A Bowl of Cherries
- Diretto da: Edward Ornelas
- Scritto da: Brendan Fehily

### Trama
Un ammiraglio chiede l’aiuto di McGee poiché il suo laptop è stato infettato da un potente ransomware. Quando anche i telefonini della squadra diventano vittima del virus, Il direttore Vance decide che è ora di trovare l’hacker responsabile. Nel frattempo Quinn ha problemi con la madre, affetta dalla malattia di Alzheimer.
- Ascolti Italia: telespettatori 1 682 000 – share 6,51%[21]

## Un conto aperto
- Titolo originale: One Book, Two Covers
- Diretto da: Terrence O'Hara
- Scritto da: David J. North

### Trama
Un marine muore mentre aiuta un motociclista a sfuggire alla polizia che lo insegue. Il team indaga su una banda di motocrossisti che compie rapine e Torres riconosce il gruppo, nel quale era stato infiltrato alcuni anni prima. La vicenda porterà Nick a fare i conti con il proprio passato.
- Ascolti Italia: telespettatori 1 854 000 – share 6,78%[22]

## Carne e ossa
- Titolo originale: Beastmaster
- Diretto da: Bethany Rooney
- Scritto da: Christopher J. Waild

### Trama
Il team si trova a collaborare con la polizia a cavallo del parco nazionale, per risolvere un caso di spaccio ed omicidio. Gibbs dimostrerà un’insospettabile conoscenza e passione per i cavalli.
- Ascolti Italia: telespettatori 1 771 000 – share 6,70%[23]

## Qualcosa di blu
- Titolo originale: Something Blue
- Diretto da: James Whitmore, Jr.
- Scritto da: Jennifer Corbett e Scott Williams

### Trama
La strana morte di un marinaio, addetto alle cucine su una nave della Marina, porta Gibbs, Bishop e Quinn a bordo del natante. Nel frattempo, lo stress dovuto alla preparazione delle nozze con Tim porta Delilah a essere ricoverata in ospedale. Qui la donna scopre di essere incinta. I due rinunciano al matrimonio sontuoso che avevano in mente e si sposano, nell'intimità della loro casa, davanti ai pochi veri amici: il team, il direttore Vance, Abby, Ducky e Palmer, che per l’occasione, dopo aver preso la licenza su Internet, celebra la funzione.
- Ascolti Italia: telespettatori 2 014 000 – share 7,34%[24]

## Rendezvous
- Titolo originale: Rendezvous
- Diretto da: Tony Wharmby
- Scritto da: George Schenck, Frank Cardea e Steven D. Binder

### Trama
Il team indaga sul corpo depezzato di un Navy Seal rinvenuto in Paraguay. Quando si scopre che i militari scomparsi sono due, gli accertamenti del Dottor Mallard e di Abby permettono di capire che il corpo è di uno dei due, ma una mano è del secondo. Lo stesso viene ritrovato, ancora vivo, mediante l’uso di un satellite. Gibbs, McGee e Torres partono alla volta del Paraguay per recuperare il soldato. Qui scoprono che questi, con il compagno, aveva in programma di attaccare un campo base di un gruppo di violenti ribelli, per liberare tre ragazzini del posto, rapiti per essere trasformati in bambini soldato, Tra questi il figlio di un contadino che, in occasione di una loro precedente missione in quella zona, aveva salvato la vita alla squadra Seal. Gibbs decide di portare a compimento la missione privata del Navy Seal, prima di salire sull'elicottero che li esfiltrerà. La squadra attacca il campo dei ribelli e recupera i tre ragazzi, ma la cosa si dimostra più complicata del previsto: la squadra si apre la strada verso la zona di atterraggio inseguita dai ribelli e per permettere all'elicottero di decollare Gibbs e McGee, che sta per diventare padre, restano a terra a coprire il decollo, a corto di munizioni, circondati dai ribelli armati, mentre l’elicottero con a bordo Torres si allontana.
- Ascolti Italia: telespettatori 2 071 000 – share 7,62%[25]